# Fundição Val d'Osne

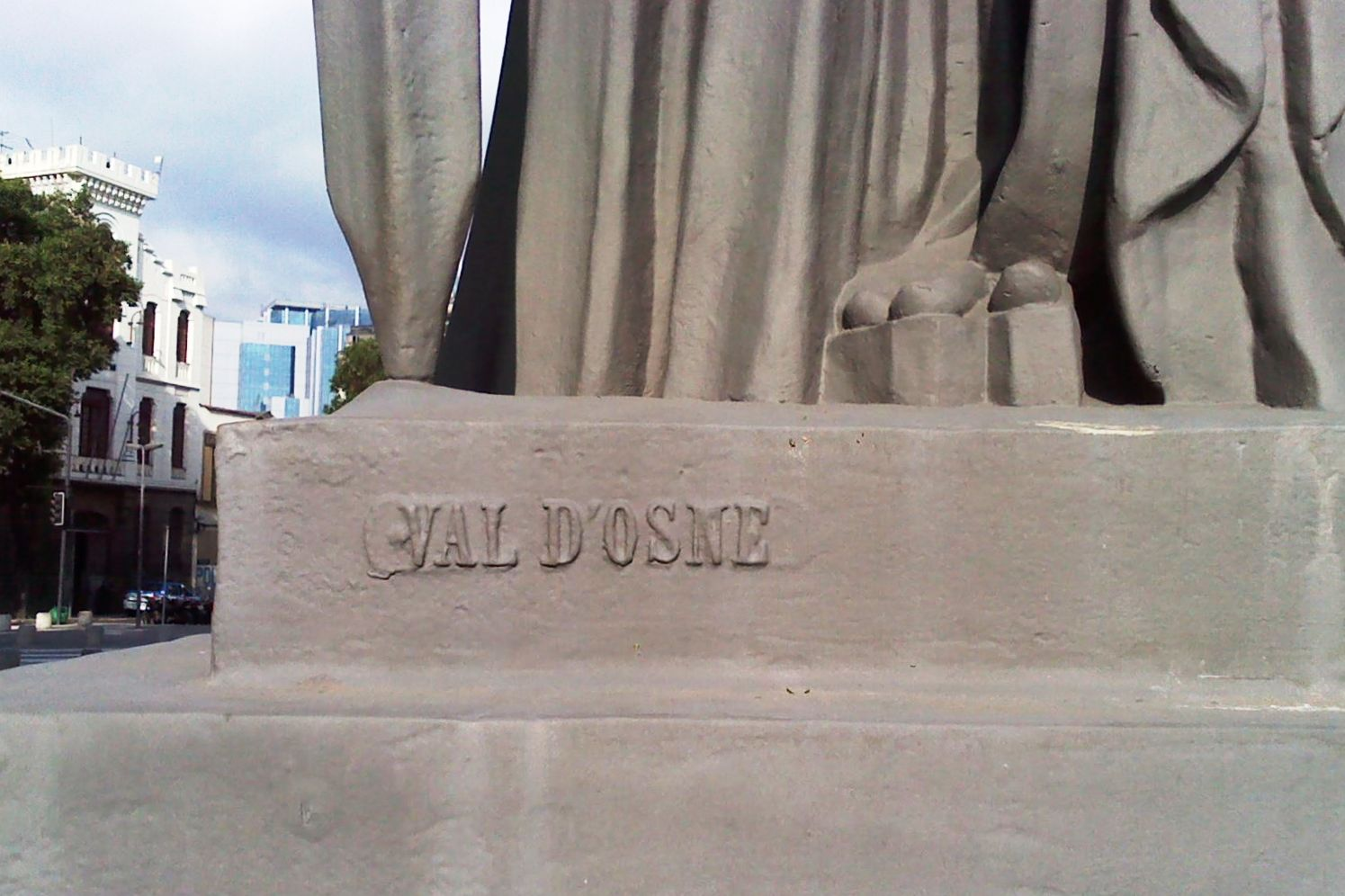
Marca da Fundição Val d'Osne no pedestal da estátua "A Justiça" na praça Tiradentes, centro histórico da cidade do Rio de Janeiro.

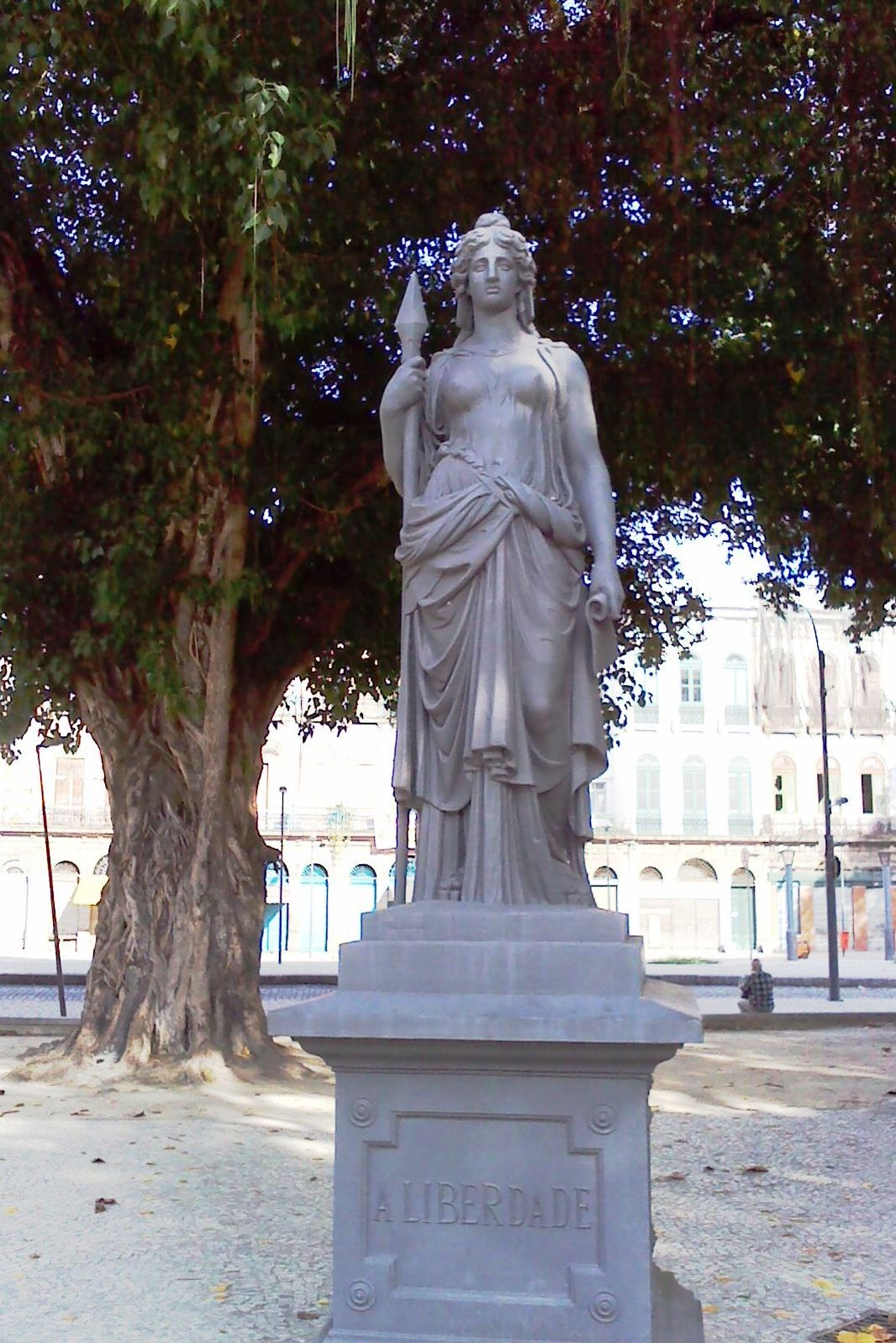
Estátua "A Liberdade", praça Tiradentes, Rio de Janeiro.

A Fundição Val d'Osne localizava-se na cidade de Osne-le-Val, departamento de Haute-Marne (Alto Marne), região da Champagne-Ardenne, na França.

## História
A técnica de fundição de arte permite uma ampla distribuição de esculturas resistentes e de alta qualidade, geralmente de dimensões monumentais. O ferro fundido, mais acessível que o bronze, experimentou seu desenvolvimento durante o século 19 (também chamado de “Idade do Ferro”) e os artistas rapidamente aprenderam a tirar proveito das qualidades deste metal, muito apreciado pela ornamentação.
Sob o termo "elenco de arte", agrupamos peças independentes (estátuas, bustos, retratos), peças monumentais, em relevos ou saliências redondas, formando parte de um conjunto arquitetônico ou de uma paisagem (geralmente grandes dimensões destinadas a decorar ou atribuir um significado particular a um local: fontes monumentais, estátuas equestres, monumentos comemorativos). Os temas dessas obras de arte são seculares e religiosos.
A  empresa Val d'Osne  é uma fundição de arte criada em 1835 por Jean Pierre Victor André, inventor de ferro fundido ornamental. Originalmente criada para fabricar móveis de rua e ferro fundido decorativo, essa empresa rapidamente se tornou a produção mais importante de arte em fundição na França sob o nome de "Fundição de arte Val d'Osne".
Seu sobrinho, Hipólito André (1826-1891), assumiu a administração da empresa com a morte de seu tio. A fundição montou suas oficinas em  Val d'Osne, em Haute Marne. Sua sede e loja de exposições foram então localizadas na 58 Boulevard Voltaire, em Paris. Em pleno andamento, absorve vários estabelecimentos concorrentes, incluindo Barbezat e Ducel .  
É regularmente recompensado durante as várias exposições dos produtos da indústria francesa (1834: medalha de bronze, 1839 medalha de prata, 1844 e 1845: medalhas de ouro). A empresa Val d'Osne também participa de inúmeras exposições universais . Devemos lembrar a exposição de 1851 em Londres, no Crystal Palace, que deu reconhecimento internacional à empresa Val d'Osne: os elencos monumentais de arte foram então destacados nesta gigantesca nave de vidro. Ela também participará da Exposição Universal de 1855 em Paris, de 1875 em Santiago, de 1879 em Melbourne, de 1878 (Grande Prêmio e duas medalhas de ouro), 1889 (fora de competição e membro do júri) e 1900 (fora de competição e membro do júri) em Paris.
Presente na Exposição Universal de 1900, a Fonderie d'Art du Val d'Osne projetou no mesmo ano (e em estilos muito diferentes), os quatro grandes conjuntos de bronze dourado da  Ponte Alexandre III  e os arredores de Art Nouveau projetados por Hector Guimard  para o metrô de Paris.

A fundição colabora com muitos e importantes artistas, como Albert Ernest Carrier-Belleuse ,  Mathurin Moreau  (acionista da empresa) ou James Pradier . É famosa por suas fontes monumentais, grupos de animais, estátuas e grandes grupos em ferro fundido, segundo modelos antigos ou clássicos. Além disso, nas fontes mais antigas de Wallace, em Paris, ainda podemos ler a assinatura do Val d'Osne. Também devemos a ele alguns memoriais de guerra.
Em 1931, a fundição foi comprada pelo seu principal concorrente, o Usine de Sommevoire (hoje GHM Entreprise), que ainda hoje produz móveis de rua.
Após a Segunda Guerra Mundial, os moldes ornamentais não estavam mais na moda, as estátuas e as fontes eram mal mantidas. Desprezados por especialistas em arte, as obras feitas para exposições universais são lançadas no aterro com o pretexto de que são obras de divulgação, obras industriais, múltiplas da arte acadêmica. Não foi até a abertura do Musée d'Orsay em Paris, em 1986, e depois uma tese sobre Pierre-Louis Rouillard (sob a supervisão de Anne Pingeot) para que as fontes de arte voltassem a favor e entrassem no museu, como as mais bonitas estátuas de animais adornando o pátio do Musée d'Orsay.
A empresa encerrou as suas atividades 150 anos depois em 1986.
Nela trabalharam, ou fundiram suas peças, entre outros:
- Marthurin Moreau
- Jacquemart
- Louis Savageau
- August Martin
- Henri Fréderic

todos com obras na cidade do Rio de Janeiro, no Brasil. Nela foram fundidas as chamadas Fontes Wallace.

## Bbliografia
- BARBEZAT André, Hauts fourneaux et fonderies du Val d'Osne, Impr. De Wittersheim, Paris, 1864
- COCHAIN Bernard-Yves, Pierre-Louis Rouillard, Sculpteur animalier et professeur de sculpture et d'anatomie – 1820-1881, Diplôme de Recherche Approfondie de l'Ecole du Louvre sous la direction d'Anne Pingeot, 1997.
- VUILLAUME Emmanuel, La fonte d'art au Val d'Osne à travers l'oeuvre du sculpteur Mathurin Moreau, Université de Reims Champagne-Ardenne, Reims, 2001.
MAISON, Marc. La fonderie d'Art du Val d'Osne. Disponível em: <https://www.marcmaison.fr/architectural-antiques-resources/fonderie-art-val-dosne-statue-fonte-fer-sculpture>. Acesso em 27 de Jul. de 2020 EC.